# Колосов Юрій Георгійович
Ко́лосов Ю́рій Гео́ргійович (21 березня 1924, с. Деребчин, нині Шаргородський район, Вінницька область — 1 лютого 2002, Київ) — археолог, Доктор історичних наук (1986), дослідник палеоліту та мезоліту Криму.

## Біографія
Учасник Другої світової війни. Має бойові нагороди. Закінчив Київський університет (1949).
Відтоді працював на Кавказькій науково-дослідній карстово-спелеологічній станції.
1952–54 — у Кримській філії АН СРСР (Сімферополь).
Від 1954 — в Інституті археології НАН України (Київ): 1986–90 — провідний науковий співробітник, 1990–98 – провідний науковий співробітник – консультант.
Від 1969 очолював Кримську палеолітичну експедицію, яка розкопала і ввела в науковий обіг низку багатошарових середньопалеолітних стоянок, зокрема кілька десятків пам’яток у Червоній балці, серед яких – Заскельна V та VI. Працював у галузі культурної диференціації та періодизації пам’яток середнього палеоліту Криму, розробляв питання взаємодії первісної людини і довкілля.
Помер 2 лютого 2002 року в Києві. Похований на Байковому кладовищі.

## Праці
Автор близько 110 наукових праць, у тому числі 5-ти монографій.
- Шайтан-Коба, мустьєрська стоянка Криму. К., 1972;
- Белая скала. Сф., 1977;
- Мустьерские стоянки района Белогорска. К., 1983;
- Аккайская мустьерская культура. К., 1986;
- Ранний палеолит Крыма. К., 1993 (співавт.);
- Алешин грот – новая мустьерская стоянка в Крыму (предварительное сообщение) // Археологический альманах. 1995. № 5.
- Роботи [Архівовано 22 липня 2020 у Wayback Machine.] на Google Академія